# الأسد (عين العرب)
الأسد  قرية سوريّة تتبع إداريّاً لمحافظة حلب منطقة عين العرب ناحية صرين، بلغ تعداد سكانها 538 نسمة حسب التعداد السكاني لعام 2004.